# Oxalis heidelbergensis
Oxalis heidelbergensis är en harsyreväxtart som beskrevs av Salter. Oxalis heidelbergensis ingår i släktet oxalisar, och familjen harsyreväxter. Inga underarter finns listade i Catalogue of Life.